# Astérix et le Royaume de Nubie
Ten artykuł dotyczy przyszłego wydarzenia. Informacje w nim zawarte mogą się zmienić wraz z pojawieniem się nowych faktów, a początkowe doniesienia mogą być niepewne. Ostatnie aktualizacje tego artykułu mogą nie odzwierciedlać najbardziej aktualnych informacji.
Astérix et le Royaume de Nubie – planowany na 2026 r. francuski film animowany, poświęcony przygodom Asteriksa i Obeliksa.

## Fabuła
Do kociołka napoju magicznego przez przypadek trafia eliksir młodości. W wyniku tej pomyłki mieszkańcy galijskiej wioski zamieniają się w dzieci. Asteriks i Obeliks ruszają w podróż, by znaleźć rozwiązanie problemu. Wędrówka zaprowadzi ich do królestwa Nubii.

## Obsada[2]
- François-Xavier Demaison jako Obeliks
- Issa Doumbia
- François De Brauer